# Щербаков Сергій Геннадійович
Сергій Геннадійович Щербаков (нар. 15 серпня 1971, Донецьк) — колишній радянський та український футболіст, півзахисник.

## Клубна кар'єра
У дорослому футболі дебютував 1989 року виступами за «Шахтар» (Донецьк), в якому провів три сезони, взявши участь у 70 матчах чемпіонату. Більшість часу, проведеного у складі донецького «Шахтаря», був основним гравцем команди.
В кінці 1992 року перейшов до «Спортінга», підписавши чотирирічний контракт. Змушений був завершити професійну кар'єру футболіста у 1994 році в віці 22 років, потрапивши 15 грудня 1993 року автомобільну аварію, після якої йому паралізувало нижню частину тіла[джерело?].

## Виступи за збірну
29 квітня 1992 року дебютував в офіційних матчах у складі національної збірної України в першому в історії матчі збірної, у якому українці зустрічалися зі збірною Угорщини і поступились з рахунком 1-3. 27 червня того ж року зіграв у другому матчі збірної, який відбувся в США проти місцевої збірної і завершився нічиєю 0-0. Після цього матчу Щербаков більше не викликався до лав збірної.
У 1993 почав виступати за молодіжну збірну РФ.

## Титули і досягнення
- Чемпіон Європи (U-18): 1990